# Aaron Bohrod

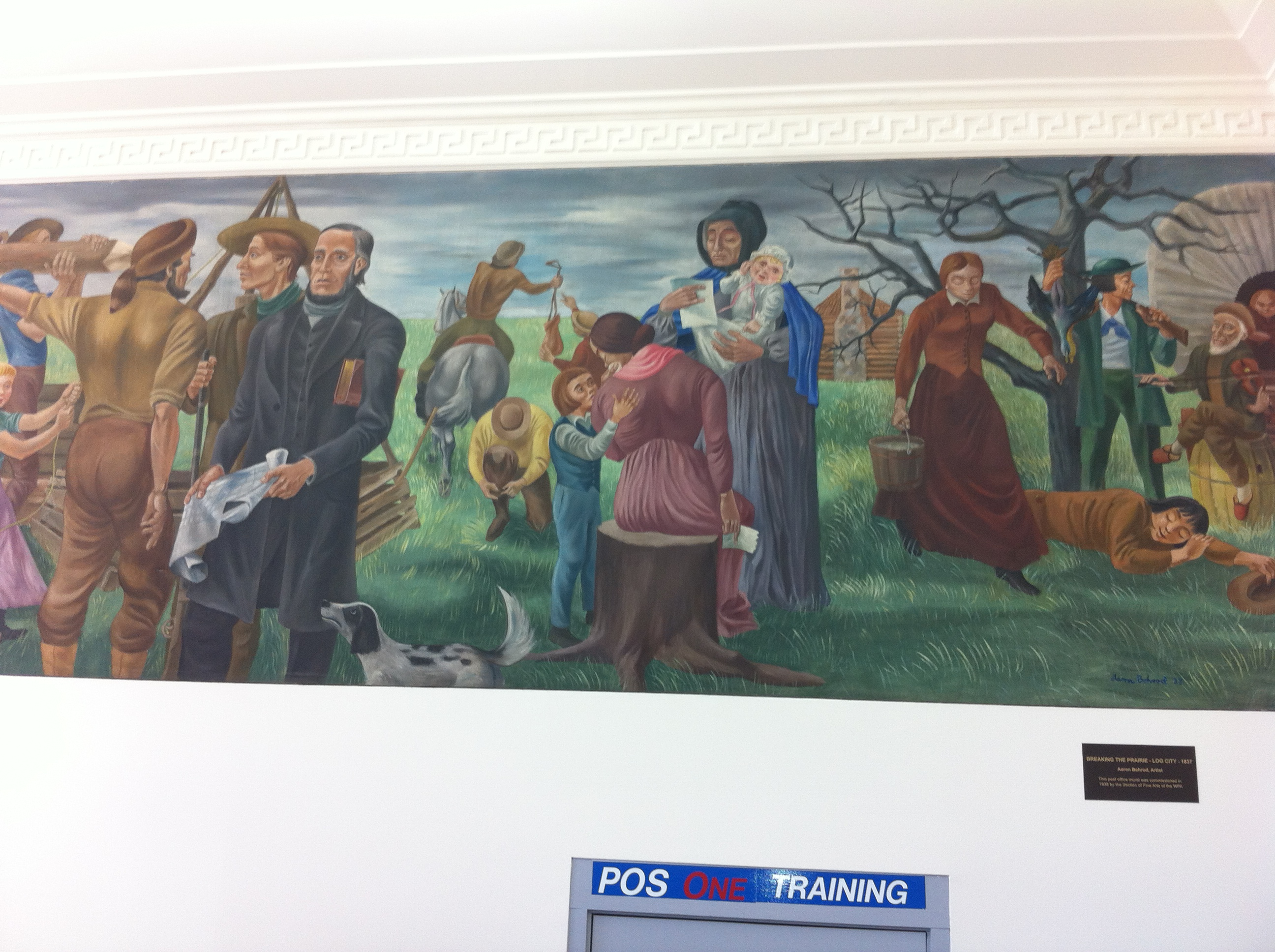
Galesburg, Illinois, Post Office Mural, Breaking the Prairie, Log City, 1837 von Aaron Bohrod

Aaron Bohrod (* 21. November 1907 in Chicago, Illinois; † 3. April 1992 in Monona, Wisconsin) war ein US-amerikanischer Maler, der vor allem für seine Trompe-l’œil-Stillleben bekannt wurde.

## Leben
Aaron Bohrod wurde in Chicago, Illinois, geboren. Er besuchte das Crane Junior College in Chicago und studierte am Art Institute of Chicago. Während dieser Zeit verdiente er seinen Lebensunterhalt mit kommerziellen Arbeiten für die Werbeabteilungen lokaler Geschäfte. Nach seinem Umzug nach New York begann Bohrod ein Studium an der Art Students League bei John French Sloan (1871–1951), dem Aaron Bohrod einen großen Einfluss auf seine Kunst zuschreibt.
Als er Anfang der 1930er Jahre nach Chicago zurückkehrte, malte er urbane Szenerien und das Alltagsleben der Menschen. Er tauchte in die Kunstszene der Stadt ein, stellte lokal aus, war Mitglied der Chicago Society of Artists, skizzierte und diskutierte mit Künstlerkollegen und besuchte gelegentlich weitere Kurse an der School of the Art Institute of Chicago, wo er Anfang der 1940er Jahre auch kurz unterrichtete. Während der Großen Depression lebte er vom Verkauf von Aquarellen und führte im Rahmen der WPA drei Wandmalerei-Aufträge für Postämter in Illinois aus. In den 1930er Jahren erhielt er zwei renommierte Guggenheim-Stipendien, die ihm Reisen in verschiedene Teile des Landes ermöglichten. Am Ende des Jahrzehnts wurde er in die Gruppe der Associated American Artists aufgenommen, zu der auch andere bedeutende Maler der Region und der Szene gehörten, wie Grant Wood (1892–1942), John Steuart Curry (1897–1946) und Thomas Hart Benton (1889–1975).
Von 1941 bis 1942 war Aaron Bohrod Gastkünstler an der Southern Illinois University. Während des Zweiten Weltkriegs arbeitete er als Kunstkorrespondent für das Army Corps of Engineers im Südpazifik und später für das Life Magazine. Neben Life erschienen Bohrods Arbeiten auch in Fortune, Look, Coronet, Esquire und Time, mit prominenten Titelbildern wie Frank Sinatra. Neben der Malerei beschäftigte er sich auch mit Buchillustrationen, Tapeten- und Stoffdesign sowie Keramik. Von 1948 bis zu seiner Emeritierung 1973 war er Stipendiat der University of Wisconsin, Madison.
In den 1950er Jahren begann Aaron Bohrod, in seinen Gemälden Trompe-l'œil-Effekte zu verwenden und Stillleben mit verschiedenen Gegenständen zu schaffen. Sein Werk wurde als „magischer Realismus“ bezeichnet, in dem figurative Bilder übernatürliche Elemente enthalten, die in einem hyperrealistischen Stil ausgeführt sind. Im Jahr 1953 wurde er zum Nationalen Akademiker ernannt. Aaron Bohrod starb 1992 in Monona, Wisconsin.
Aaron Bohrods Werke wurden an zahlreichen nationalen und internationalen Ausstellungsorten gezeigt, darunter die Pennsylvania Academy of the Fine Arts, die Corcoran Gallery of Art, die National Academy of Design, das Madison Art Center, das Memphis Brooks Museum of Art und das Weiße Haus. Im Jahr 2007 fand im Overture Center for the Arts in Madison, Wisconsin, eine Retrospektive zum hundertjährigen Bestehen seines Werks statt. Seine Werke sind in den ständigen Sammlungen zahlreicher bedeutender Museen vertreten, darunter das Metropolitan Museum of Art, das Smithsonian American Art Museum, das Whitney Museum of American Art, das Art Institute of Chicago, das Phoenix Art Museum und das Walker Art Center.